# Chengdong (socken i Kina, Jiangsu)
Chengdong (kinesiska: 城东, 城东乡) är en socken i Kina. Den ligger i provinsen Jiangsu, i den östra delen av landet, omkring 72 kilometer nordost om provinshuvudstaden Nanjing. Antalet invånare är 58092. Befolkningen består av 28 336 kvinnor och 29 756 män. Barn under 15 år utgör 14,0 %, vuxna 15-64 år 78 %, och äldre över 65 år 7,0 %.
Genomsnittlig årsnederbörd är 1 302 millimeter. Den regnigaste månaden är juli, med i genomsnitt 255 mm nederbörd, och den torraste är januari, med 30 mm nederbörd.